# Borgvik

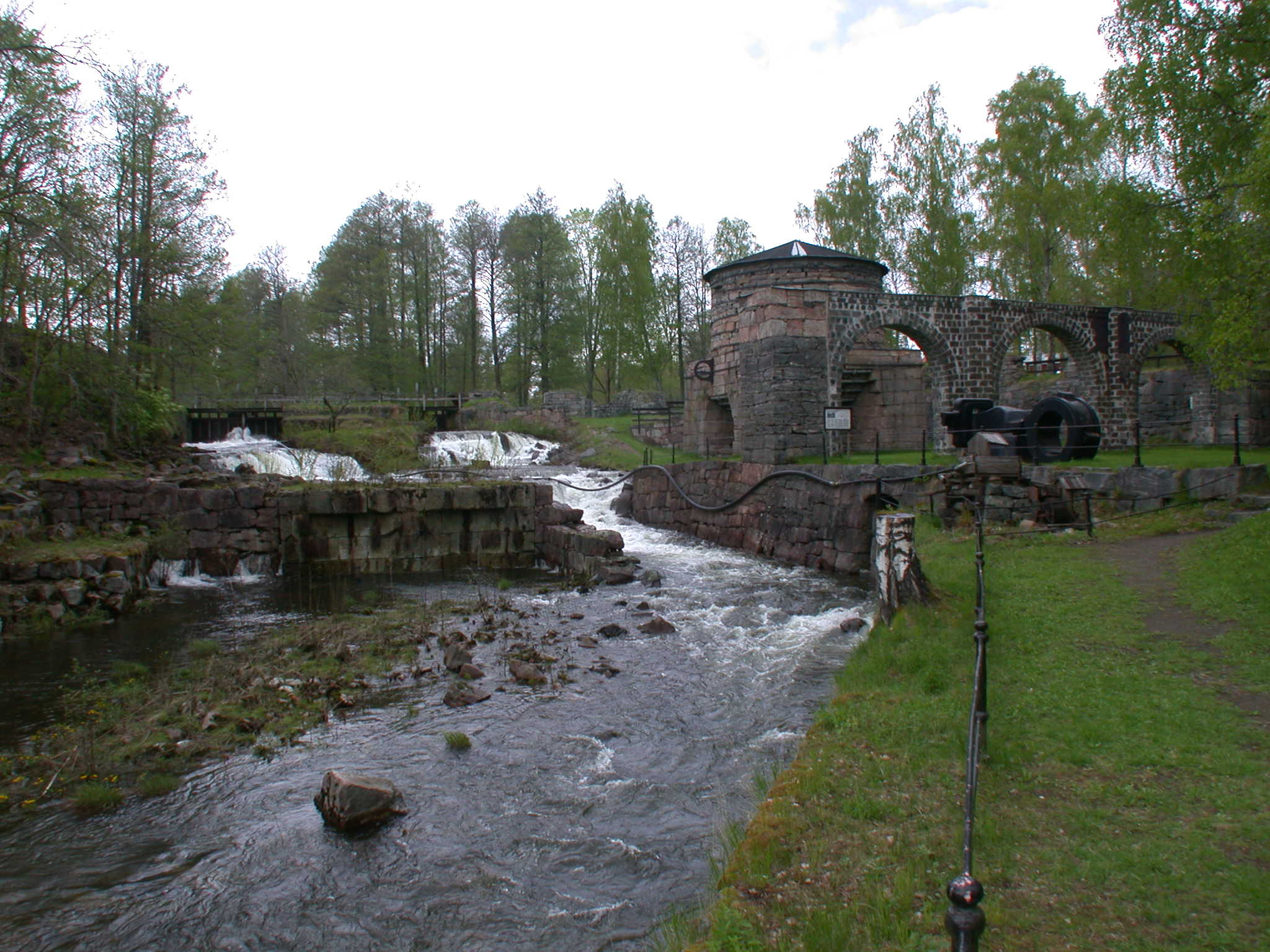
Borgvik 2006.

Borgvik är en småort i Grums kommun och kyrkbyn i Borgviks socken, belägen cirka 35 kilometer väster om Karlstad. 
I orten ligger Borgviks kyrka.

## Historik
Borgvik är en av Värmlands bäst bevarade bruksmiljöer. Borgviks bruk grundades 1627. I samband med att Eiffeltornet skulle byggas till världsutställningen 1889, stod bruket för tillverkning av nitar i järn. Bruket lades ned 1925, efter att Billerudkoncernen genom bulvan ("Skogs AB Gran") hade köpt järnbruket. På 1930-talet lät Billerud spränga valsverket med dess maskinpark för att sälja det som skrot. Vid den tiden bodde ännu omkring 700 personer i Borgvik, och där fanns bland annat ett sågverk och en snickerifabrik. Där fanns ett blomstrande föreningsliv med den socialdemokratiska ungdomsklubben och Borgviks Idrottsförening som främsta exponenter, där bandylaget under några år spelade i division II. De bästa spelarna värvades dock regelmässigt till Slottsbron, som på den tiden tillhörde eliten inom svensk bandy. 
Efter att Tyskland den 9 april 1940 hade ockuperat Norge, förlades anläggningar i den tredje svenska försvarslinjen till Borgvik, som fick ett uppsving av militärens närvaro. Efter andra världskriget steg arbetslösheten och utflyttningen, och Borgvik förlorade sin forna karaktär som brukssamhälle.  Den militära närvaron gör sig fortfarande påmind genom ett stort antal skyttevärn och andra militära installationer i området.
Hembygdsföreningens bruksmuseum har två fasta utställningar: den ena om järnbruket i Borgvik och den andra om natur och skog. Bland annat finns den smälthammare bevarad, som vid Göteborgsutställningen 1923 fick representera den svenska industrialismens barndom.

### Borgviks järnväg
För att slippa de primitiva landsvägstransporterna anlades en järnväg med en längd av 1,5 kilometer mellan Värmelns utlopp i Borgviksälven och brukets kaj vid Borgvikssjön, som är en vik av Vänern. Den som öppnades för trafik omkring 1852 och hade spårvidden 885 mm. Endast gods transporterades i hästdragna vagnar.

### Befolkningsutveckling
| Befolkningsutvecklingen i Borgvik 1960–2015                                  | Befolkningsutvecklingen i Borgvik 1960–2015 | Befolkningsutvecklingen i Borgvik 1960–2015 | Befolkningsutvecklingen i Borgvik 1960–2015 | Befolkningsutvecklingen i Borgvik 1960–2015 |
| ---------------------------------------------------------------------------- | ------------------------------------------- | ------------------------------------------- | ------------------------------------------- | ------------------------------------------- |
|                                                                              |                                             |                                             |                                             |                                             |
| År                                                                           |                                             |                                             | Folkmängd                                   | Areal (ha)                                  |
| 1960                                                                         | 1960                                        |                                             | 385                                         |                                             |
| 1965                                                                         | 1965                                        |                                             | 243                                         |                                             |
| 1970                                                                         | 1970                                        |                                             | 234                                         |                                             |
| 1975                                                                         | 1975                                        |                                             | 200                                         |                                             |
| 1990                                                                         | 1990                                        |                                             | 196                                         | 71#                                         |
| 1995                                                                         | 1995                                        |                                             | 187                                         | 90#                                         |
| 2000                                                                         | 2000                                        |                                             | 175                                         | 87#                                         |
| 2005                                                                         | 2005                                        |                                             | 176                                         | 87#                                         |
| 2010                                                                         | 2010                                        |                                             | 189                                         | 88#                                         |
| 2015                                                                         | 2015                                        |                                             | 79                                          | 62#                                         |
| Anm.: Upphörde som tätort 1980. 2015 utbröts småorten Sjöhaget # Som småort. |                                             |                                             |                                             |                                             |

## Kända personer från Borgvik
Författaren Göran Tunström föddes i Borgvik, där hans far Hugo var komminister under 1930-talet. Dennes företrädare i ämbetet hade titeln kapellpredikant och hette Elis Malmeström, sedermera biskop i Växjö och framstående Linné-forskare. En annan känd borgviksbo var professorn Sven Kullander, vars far Carl Fredrik var lantbrevbärare.